# Saint-Dizier
Saint-Dizier – miejscowość i gmina we Francji, w regionie Grand Est, w departamencie Górna Marna.
Według danych na rok 1990 gminę zamieszkiwały 33 552 osoby, a gęstość zaludnienia wynosiła 704 os./km².
W Saint-Dizier zlokalizowana jest baza francuskiego lotnictwa wojskowego nr 113 Saint-Dizier-Robinson. Z uwagi na zatrudnianie ok. 1800 osób, w tym 1700 wojskowych, jest to jeden z głównych pracodawców w departamencie Górna Marna.

## Galeria

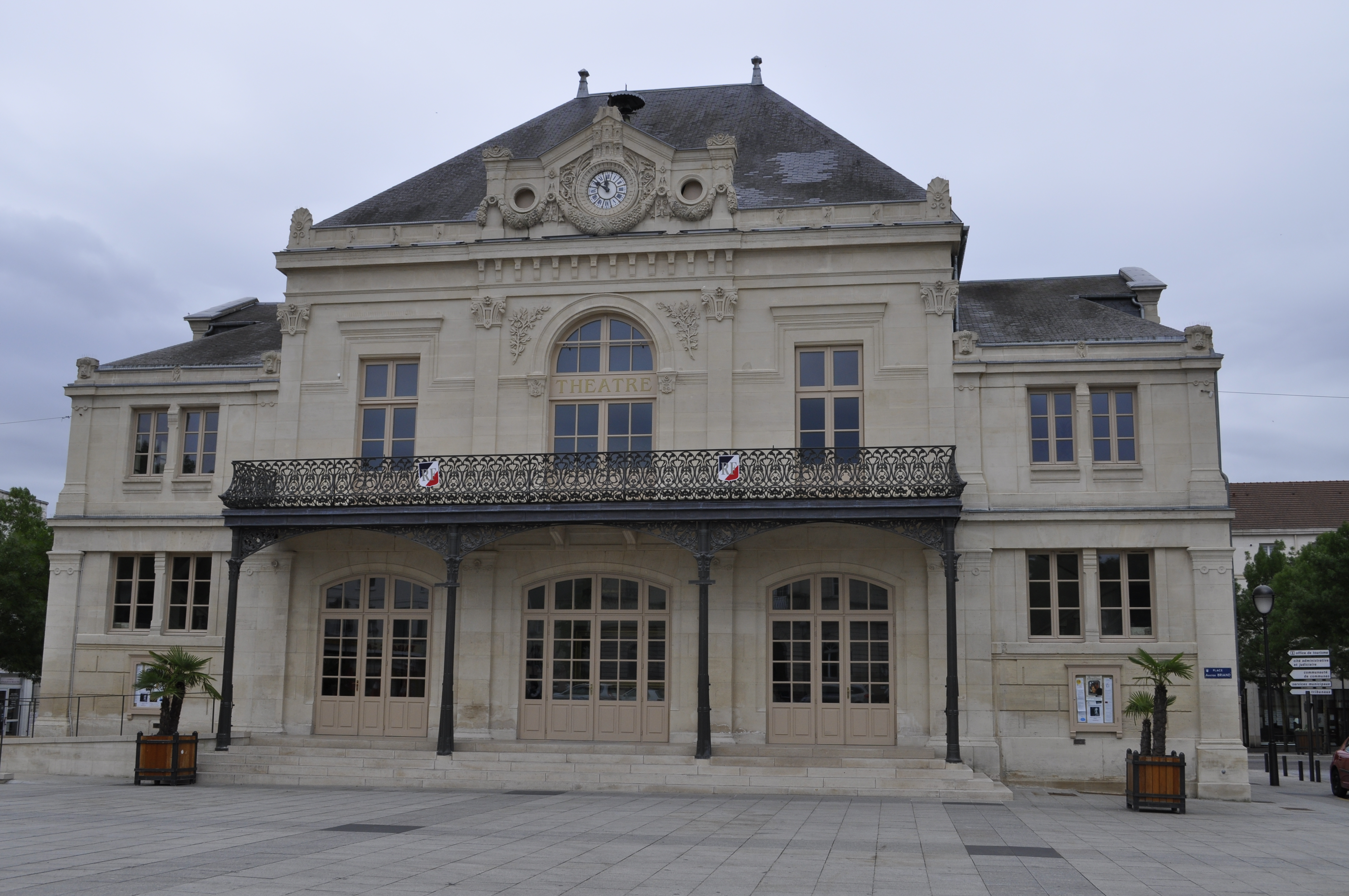
Teatr w Saint-Dizier, 2011
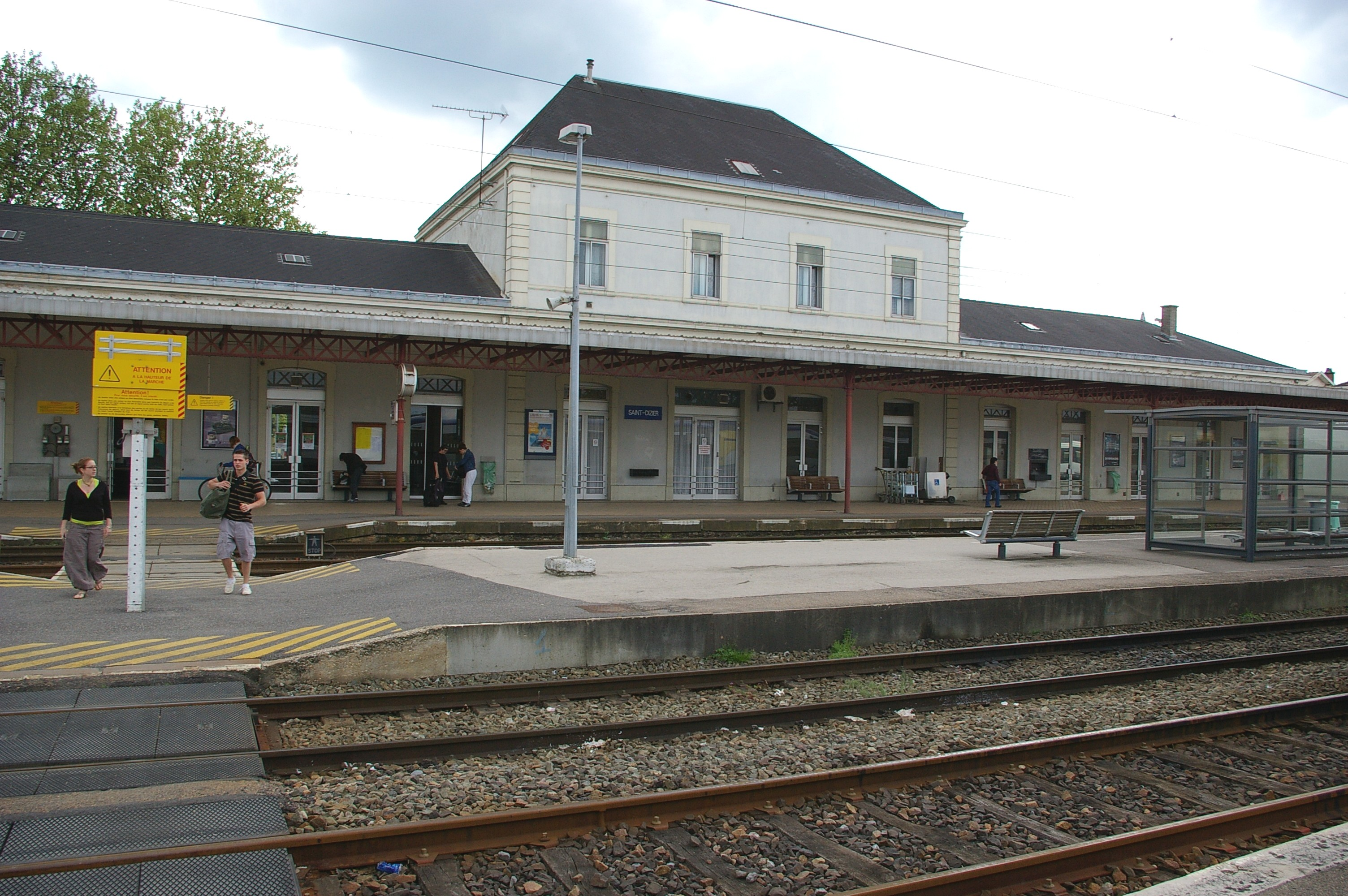
Dworzec kolejowy w Saint-Dizier, 2010
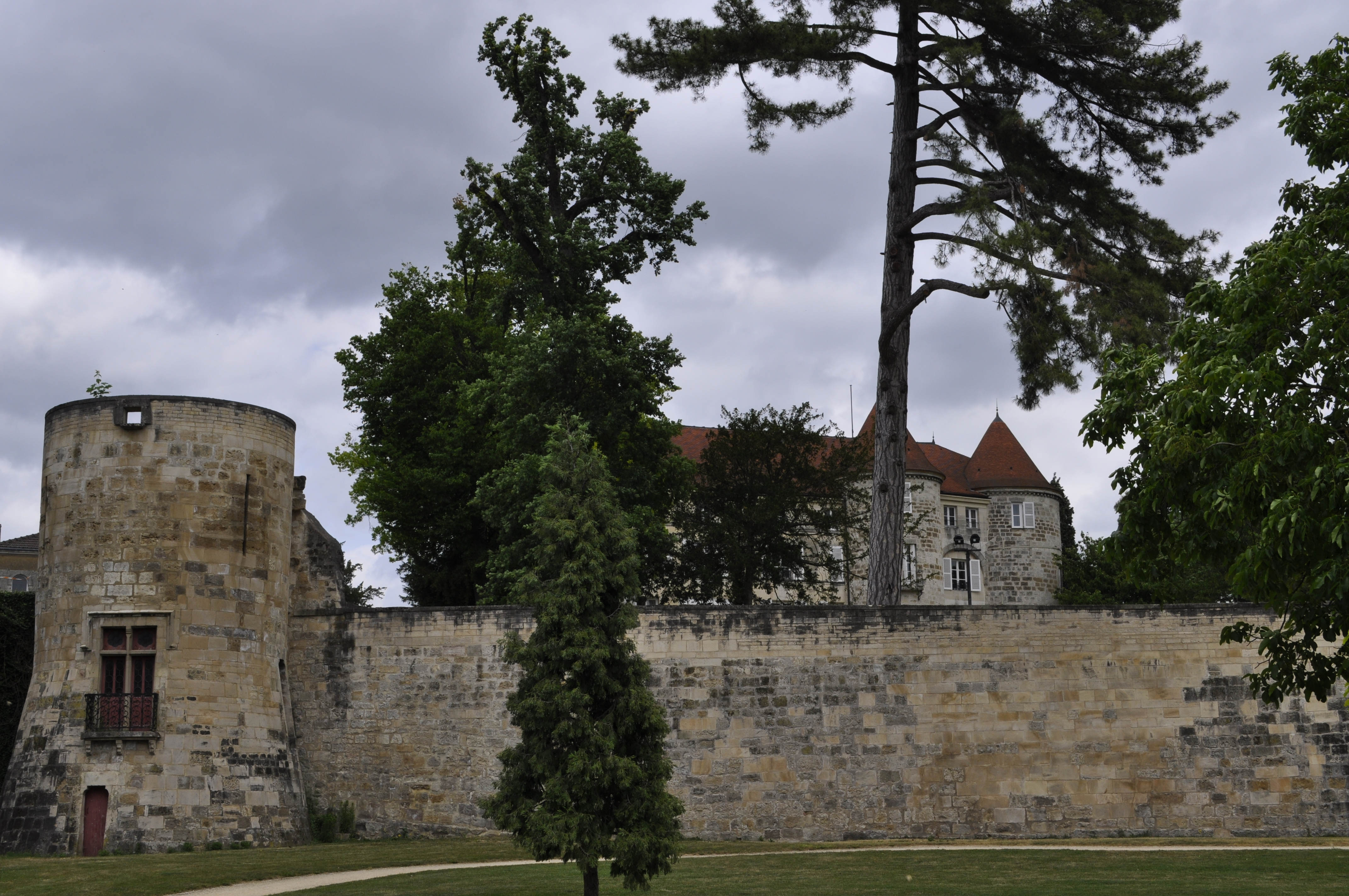
Zamek w Saint-Dizier, 2011